# Arap Sum Kanuti
Arap Sum Kanuti (* 1934; † vor 2007) war ein kenianischer Langstreckenläufer.
Beim Marathon der Olympischen Spiele 1956 in Melbourne kam er auf den 31. Platz.
1958 wurde er bei den British Empire and Commonwealth Games in Cardiff Achter im Marathon mit seiner persönlichen Bestzeit von 2:30:50 h sowie Sechster über sechs Meilen und belegte über drei Meilen den 18. Platz.
Beim Marathon der Olympischen Spiele 1960 lief er auf Rang 59 ein.